# مقدونيا الشرقية وتراقيا
إقليم مقدونيا الشرقية وتراقيا هي واحدة من المناطق الإدارية الثلاثة عشر من اليونان وتتألف من الأجزاء الشمالية الشرقية من البلد وتضم الجزء الشرقي من منطقة مقدونيا اليونانية جنباً إلى جنب مع منطقة تراقيا الغربية وجزر ثاسوس وساموثريس.

## الإدارة
التاريخ الإداري
أنشئت منطقة مقدونيا الشرقية وتراقيا في الإصلاح الإداري عام 1987 وفي عام 2010 مع خطة كاليكراتيس أُعيد تعريف وتحديد نطاق سلطاتها ورثت المنطقة الموجودة مسبقاً مكانتها ووزنها من المحافظات الملغية: دراما وافروس وكافالا ودرووب وكسانثي في هذه الحالة الخاصة نجحت منطقة مقدونيا الشرقية وتراقيا أيضا في هيكلة الوسيطة من المحافظتين دراما وكافالا وزانثي وافروس وردروب المقاطعات الخمس التي تم تجميعها عام 1994 .
الوضع الحالي
كوموتيني هي عاصمة المنطقة وحسب السكان هي رابع أكبر مدينة بعد الكسندروبولي وكافالا وكسانثي. تنقسم المنطقة إلى وحدات إقليمية مقدونية: ثاسوس وكافالا والدراما. كذلك وحدات تراقيا الإقليمية: زانثي ورودوب وافروس التي ترتبط مع اقليم المحافظات السابقة باستثناء ثاسوس التي كانت جزءًا من محافظه كافالا. على عكس المحافظات السابقة، فالوحدات الإقليمية مع ذلك صلاحياتها جدا محدودة. جنبا إلى جنب مع مقدونيا الوسطى تشرف على المنطقة الإدارة اللامركزية لمقدونيا وتراقيا ومقرها في تيسالونيكي.
الحاكم الإقليمي
الوظيفة الأساسية للحاكم الإقليمي كما تم وضعها أثناء عملية إصلاح كاليكراتيس فيمكن اعتباره خلفاً للحكام السابقين. الحاكم الحالي هو المحافظ السابق لاكسنثي وجيورجوس بافلديس الذي اُنتخب في الانتخابات الإقليمية عام 2014 خلفاً للمحافظ السابق من رودوبي أريس جياناكيديس.

## التركيبة السكانية
تعتبر المنطقة موطناً للأقلية المسلمة الرئيسية في اليونان ويتكون أساسها من بوماك وأتراك تراقيا الغربية، ويعود وجودهم إلى الفترة العثمانية. وعلى عكس مسلمين مقدونيا اليونانية وأيبيروس وفي أماكن أخرى في شمال اليونان الذين أُعفوا من تبادل السكان بين اليونان- وتركيا بعد «معاهدة لوزان» عام 1923. ووفقاً لتعداد عام 1991، بلغ عدد الأقلية المسلمة حوالي 98,000 شخصاً أو 29 في المائة من السكان في تراقيا الغربية التي كان نصفها تقريباً «أتراك تراقيا الغربية» و (35%) بوماك والغجر المسلمين (15%). وفي الانتخابات الأوروبية عام 2014 في اليونان، صوت 42,533 من الشعب من مقدونيا الشرقية وتراقيا لطرف «الصداقة والمساواة والسلام» الذي يمثل ما تعتبره الأقلية المسلمة في اليونان. هذه الأقليات المسلمة من «المسلمين اليونانيين» تختلف تماماً عن مسلمي الحقبة العثمانية مثل فالديس الغربي «لمقدونيا اليونانية» الذين كان مغترب كلياً إلى تركيا كجزء من تبادل السكان عام 1923-24 بين اليونان وتركيا.

## البلديات الكبرى
- الكسندراوبلي دراما كافالا كوموتني إكس انثي

### المدن والبلدان الرئيسية
- الكسندراوبلي كريسوبولي دراما الفيثروبلي فيريس كافالا كيميرا بروستاني إكس انثي.